# ルンルン (バーチャルYouTuber)
ルンルン（英: Lunlun）は、ANYCOLORが運営するグループにじさんじのバーチャルYouTuberである。ユニット「いずれ菖蒲か杜若」に所属し、2024年6月19日より活動を開始した。
活動では雑談、ゲーム実況、音楽（ラップ）、朗読などをYouTubeに生配信ないし動画投稿しており、音楽では歌ってみたを投稿するほか、自身が作詞した楽曲を持つ。活動が間もないなかで、同グループから非人間型のバーチャルYouTuberとして登場したことで注目を浴び、複数のメディアに取り上げられた。
趣味は読書と音楽。「いずれ菖蒲か杜若」やグループの先輩にあたるでびでび・でびると共に活動を行うことがある。また、ギャルを好んでいる。

## 活動
2023年11月17日にバーチャルYouTuberグループのにじさんじを運営するANYCOLORは、タレント育成プロジェクト「バーチャル・タレント・アカデミー」（VTA）の新たな候補生を募るに従い、「VTAマスコットライバーオーディション」を同日から同年の12月11日まで実施すると発表した。ルンルンはこのマスコットオーディションの合格者である。
2024年6月19日に、にじさんじ内のユニット、「いずれ菖蒲か杜若」のメンバーとしてデビューすることが発表され、当日からX（Twitter）での投稿活動や参加曲のリリース（#音楽を参照）が行われた。6月22日21時（日本時間）にYouTubeで初の生配信を実施した。
初の配信から4日後の6月26日に行ったホラーゲーム「8番のりば」のゲーム実況では、恐怖から大号泣をした姿がネットメディアのねとらぼに特集されるなど注目を集めた。
9月にはいずれ菖蒲か杜若のメンバーが東京都明治神宮外苑、聖徳記念絵画館で開催されたイベント「TOKYO LIGHTS」のアンバサダーを務めた。ルンルンもその一員として起用され、9月12日にはメンバーの綺沙良とともにプレオープニングイベントに出演した。
12月20日、YouTubeのチャンネル登録者数50万人突破を記念してLINEスタンプが発売された。また、活動半年を記念したグッズとして、ぬいぐるみが発売された。
2025年6月10日、デビュー1周年を記念して表紙＆巻頭特集の『コンプティーク』が発売された。
普段はYouTubeで雑談、ゲーム実況、朗読の生配信、音楽活動を行っている。
「いずれ菖蒲か杜若」のメンバーとはYouTubeでの配信やプロモーションなどで共に活動を行うことがある。

### 音楽
歌ってみたの投稿や配信、楽曲制作を通して、音楽活動を行っている。
2024年6月22日にバーチャルYouTuberとして活動をはじめたその日には、いずれ菖蒲か杜若のデビュー曲「シャオシャオ蘭々♪」のボーカルに参加。
はじめての生配信であった6月22日の配信では、自身が作詞を務めたラップソング「MORE and MORE」の一部を公開。楽曲は翌日にあらためて動画が投稿され、7月19日にデジタルリリースされた。楽曲はsunfluによるビートにのせ、ポエトリーリーディングのようなラップスタイルになっている。
また、初配信をした6月22日に、いずれ菖蒲か杜若は各メンバーで歌ってみた動画をリレー形式に投稿する企画「あやかきミュージック・アワー」を行っており、ルンルンはamazarashi「スターライト」をカバーした。
その一方で、歌に自信がなく、『日経エンタテインメント』の2024年10月取材当時では「下手だと思っています」「ユニットのみんなに追いつくことだけを考えています」と答えている。

## キャラクター
ルンルンは、「もうじゅう」を自称している。白いボディに兎などを連想させるような長い耳が生え、頭などからは狐火のようなものが出ている。一人称は「ちょま」を使用しており、リスナーのことは「お人間さん」と呼ぶ。リスナーからは「るんちょま」と呼ばれている。常に敬語を使う丁寧で語彙力の高い話し方をしており、あどけない声を出す。
活動を始める前の一部が記憶喪失になっていると話しており、『日経エンタテインメント』の取材では、どこからか地球に落ちてきて研究所に収容され、言葉が話せることから、身柄がにじさんじに渡されたことがきっかけとなり、バーチャルYouTuberとして活動をしていると答えている。活動以前に見てきたにじさんじの所属タレントとして、ジョー・力一、周央サンゴの名前をあげている。
愛読家で、『日経エンタテインメント』では特に谷川俊太郎の名をあげ、他にも村田沙耶香「コンビニ人間」、朝井リョウ「正欲」のタイトルをあげた。雑誌『アニメージュ』の取材でおすすめする漫画を聞かれた際には『チ。-地球の運動について-』をあげていた。また、音楽が趣味であると初配信で言及しており、BUMP OF CHICKENやamazarashiなど日本のロックを聞いている。
同グループの先輩でマスコットキャラクターの呼び声もあるでびでび・でびるとは「でびるんるん」としてコラボ配信などをすることがあり、2025年4月には『ちゃおプラス』で二匹が主役の「でびるんしぇあはうすっ」が連載開始した。また。黒井しばを含めた三匹の「ふらっふぃい」というユニットでも活動している。

### ギャル
ギャルを好んでおり、『アニメージュ』のインタビューで「該当するにじさんじの先輩に囲まれて、デコられたいという欲があります！」と答えている。
『学園アイドルマスター』の紫雲清夏のファンを公言している。2025年7月号のコンプティークでは紫雲清夏役の湊みやとの対談が実現した。
2025年8月、ギャルウマ娘達とデジタルカードゲーム「Shadowverse: Worlds Beyond」を遊ぶ実況動画が「ぱかチューブっ!」にて投稿された。

## 評価と受容
メディアでは、非人間型のバーチャルYouTuberとして登場したことで注目を受け、それに起因して、活動が間もないなかでチャンネル登録者数を伸ばし、人気を獲得した。
美学者の難波優輝は、2024年にバーチャルYouTuberをおもちゃ扱いすることについて考察するコラムを執筆しており、ルンルンについても言及。「握りつぶしたい」「叩きたい」といったからかったコメントなどが「単にライバーに恐怖や不快感を与えることにつながるだろう」と批判している。
SHIBUYA109エンタテイメントが運営する若者マーケティング機関『SHIBUYA109 lab.』が、2024年10月から11月にかけて、15歳から24歳の女性469名に対して行ったアンケート調査「SHIBUYA109 lab.トレンド予測2025」で、ルンルンは「ヒト部門」にノミネートした。
「スターライト」の歌ってみたは複数の専門家に評価されている。KAI-YOUでライターの古月は「ルンルンさんがかわいく明るく歌うことで、原曲より更に希望を感じられるような、その笑顔で前へ引っ張られる感覚になる。」と評価。また、MoguLiveでライターのたまごまごは連載記事「この動画がすごい！ 今週のおすすめVTuber動画」の一作に選出。たまごまごも原曲との違いに大きく着目をしており、「ルンルンとしてのアイデンティティは決してぶれないままにこの作品を表現しており、新しい解釈の『スターライト』を聴かせてくれました。」と評価した。

## 出演

### イベント
- 「TOKYO LIGHTS 2024」（2024年9月14日 - 2024年9月16日／11月7日 - 11月10日、明治神宮外苑 聖徳記念絵画館／明治神宮外苑軟式グラウンド）[17][28]
- 「秋の蘭阜祭り」（2024年11月16日 - 11月17日、東急歌舞伎町タワー）[29]
- 「にじさんじ歌謡祭2024」（2024年12月20日、ニコニコ生放送／YouTube／ライブビューイング）[30]
- 「にじさんじ Spring Party in 東京ドームシティ アトラクションズ」（2025年3月21日 - 4月6日、東京ドームシティアトラクションズ）[31]

### ゲーム
- ピグパーティ（2024年11月2日 - 11月30日）[32]

### 舞台
- パルコ・プロデュース2025『カタシロ〜Relive vol.2〜』（2025年8月5日、PARCO劇場） - もう一人の患者 役[33][34]

### 連載
- でびるんしぇあはうすっ（『ちゃおプラス』2025年4月2日 - ）[24]

### その他
- モバイルSuica（『JR東日本』2025年3月18日 - 4月20日）[35]
- にじいろ相談室（『TRAIN TV』2025年6月23日 - 6月29日）[36]

## 音楽作品
- 「シャオシャオ蘭々♪」（2024年6月24日、いずれ菖蒲か杜若: 歌）[3][22]
- 「More and More」（2024年7月19日、作詞、歌、イラストレーション、題字、映像[8][37]）
- 「新天体」（2024年12月26日、作詞、歌、映像[38]）